# Света Троица (Кошава)
Вижте пояснителната страница за други значения на Света Троица.
„Света Троица“ е православна църква в село Кошава.
Тя е част от Видинската епархия на Българската православна църква.

## История
Тя е една от най-старите църкви в района на Видин построена през 1860 г. Храмовият празник е с подвижна дата на Петдесетница (Света Троица) за прослава явяването на Светия Дух пред апостолите на 50-я ден след Възкресението (Великден).